# Bevilacqua (album)
Pour les articles homonymes, voir Bevilacqua (homonymie).
Albums de Christophe
Clichés d'amour
(1983) Comm'si la terre penchait
(2001)
Bevilacqua est le onzième album studio de Christophe, sorti le 3 mai 1996.

## Historique
Rompant un silence discographique de treize années (entrecoupé de rares singles), Christophe revient avec un album expérimental aux sonorités futuristes proche du Scott Walker (Tilt) ou du David Bowie (1. Outside) des années 1990. Marqué par les nouveaux sons techno, « album de vécu » selon l'interessé, doté d'une  exigence musicale proche de la maniaquerie (un de ses paroliers raconte que, pour le chorus de Point de rencontre, le chanteur aurait demandé une guitare blues de 1952), Christophe y dresse, notamment,  un hymne métronomique à la gloire d'Enzo Ferrari  (Enzo), convoque des noms de bluesmen obscurs pour raconter sa mésaventure avec un New-Yorkais qui lui aurait arnaqué 25 000 francs en échange de 78 tours de blues jamais reçu en retour et évoque son amour pour sa collection de juke-box(Label obscur) ou transforme en chanson une partie de poker jouée avec son idole de toujours Alan Vega (Rencontre à l'as Vega). Qualifié à sa sortie de cyber-jazz ou de pop-techno par la critique, l'album passe à l'époque pratiquement inaperçu avant de devenir culte à la faveur du retour en grâce de Christophe dans les années 2000. Introuvable depuis de nombreuses années, il a été réédité, à la demande du chanteur, le 28 mars 2011 par les disques Dreyfus.
Le 16 avril 2021, un an jour pour jour après la mort du chanteur et pour célébrer les 25 ans de sa sortie originale, cet album est réédité dans une édition « deluxe ». Elle inclut une version remasterisée des treize titres originaux ainsi que six remixes des chansons « Qu'est-ce que tu dis là ? » et « Le tourne-cœur ».

## Chansons
| No  | Titre                   | Durée      |
| --- | ----------------------- | ---------- |
| 1.  | L'interview             | 3 min 39 s |
| 2.  | Qu'est ce que tu dis là | 4 min 22 s |
| 3.  | Enzo (départ)           | 0 min 12 s |
| 4.  | Enzo                    | 9 min 01 s |
| 5.  | Label obscur            | 4 min 13 s |
| 6.  | Parfums d'histoires     | 4 min 45 s |
| 7.  | J't'aime à l'envers     | 3 min 43 s |
| 8.  | Taqua                   | 5 min 06 s |
| 9.  | Le tourne-cœur          | 5 min 19 s |
| 10. | Point de rencontre      | 7 min 39 s |
| 11. | Shake Hit Babe          | 4 min 45 s |
| 12. | Rencontre à l'as Vega   | 3 min 23 s |
| 13. | Je cherche toujours     | 0 min 09 s |

| 14. | Qu'est-ce que tu dis là ? (remix la rose)     | 7 min 00 s |
| 15. | Qu'est-ce que tu dis là ? (remix le poignard) | 5 min 02 s |
| 16. | Qu'est-ce que tu dis là ? (FTG clipping mix)  | 4 min 41 s |
| 17. | Qu'est-ce que tu dis là ? (quatrième remix)   | 4 min 52 s |
| 18. | Le tourne-cœur (spacer remix)                 | 5 min 14 s |
| 19. | Le tourne-cœur (sie edit)                     | 5 min 07 s |